# Dichelina phormosomae
Dichelina phormosomae is een eenoogkreeftjessoort uit de familie van de Dichelinidae. De wetenschappelijke naam van de soort is voor het eerst geldig gepubliceerd in 1933 door Stephensen.